# Dutty Rock
Dutty Rock är ett musikalbum från 2002 av artisten Sean Paul. Albumet är bland annat producerat av The Neptunes och Tony "CD" Kelly.

## Låtlista
1. "Dutty Rock Intro" (2:25)
2. "Shout (Street Respect)" (3:43)
3. "Gimme the Light" (3:46)
4. "Like Glue" (3:54)
5. "Get Busy" (3:32)
6. "Top of the Game" (4:04)
7. "Police Skit" (1:56)
8. "G**ja Breed" (3:15)
9. "Concrete" (3:54)
10. "I'm Still in Love With You" (4:33)
11. "International Affair" 3:47)
12. "Can You Do the Work" (3:24)
13. "Punkie" (3:34)
14. "My Name" (3:40)
15. "Jukin' Punny" (2:02)
16. "Uptown Haters Skit" (1:24)
17. "Gimme the Light" (Pass the Dro-Voisier Remix) (3:20)
18. "Bubble" (3:47)
19. "Shake That Thing" (3:54)
20. "Esa Loca" (3:47)
21. "It's On" (3:38)
22. "Punkie (espanol)"
23. "Samfy I" (bonustrack)